# Stéphane Ortelli

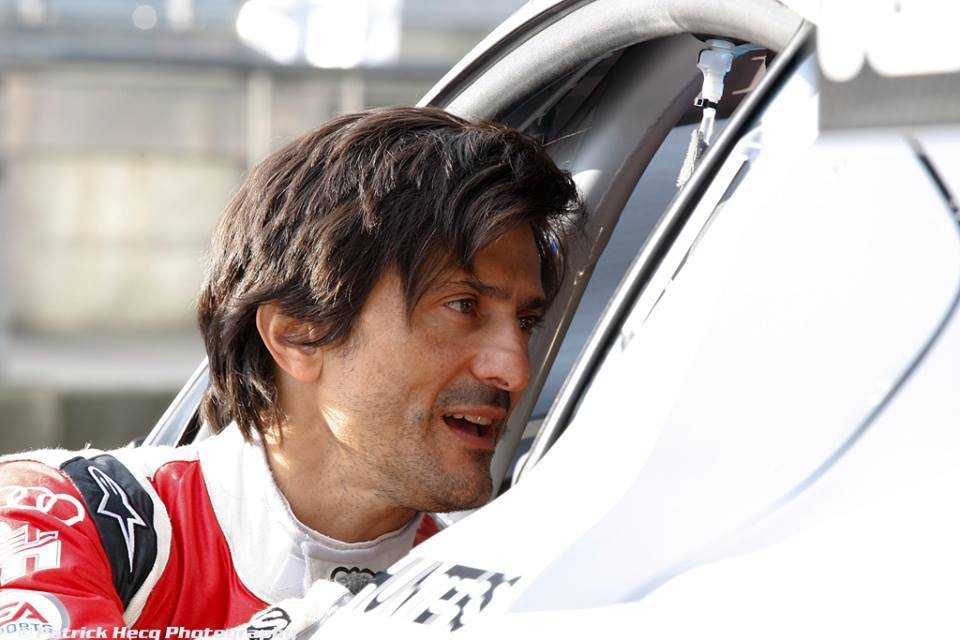
Ortelli in 2015

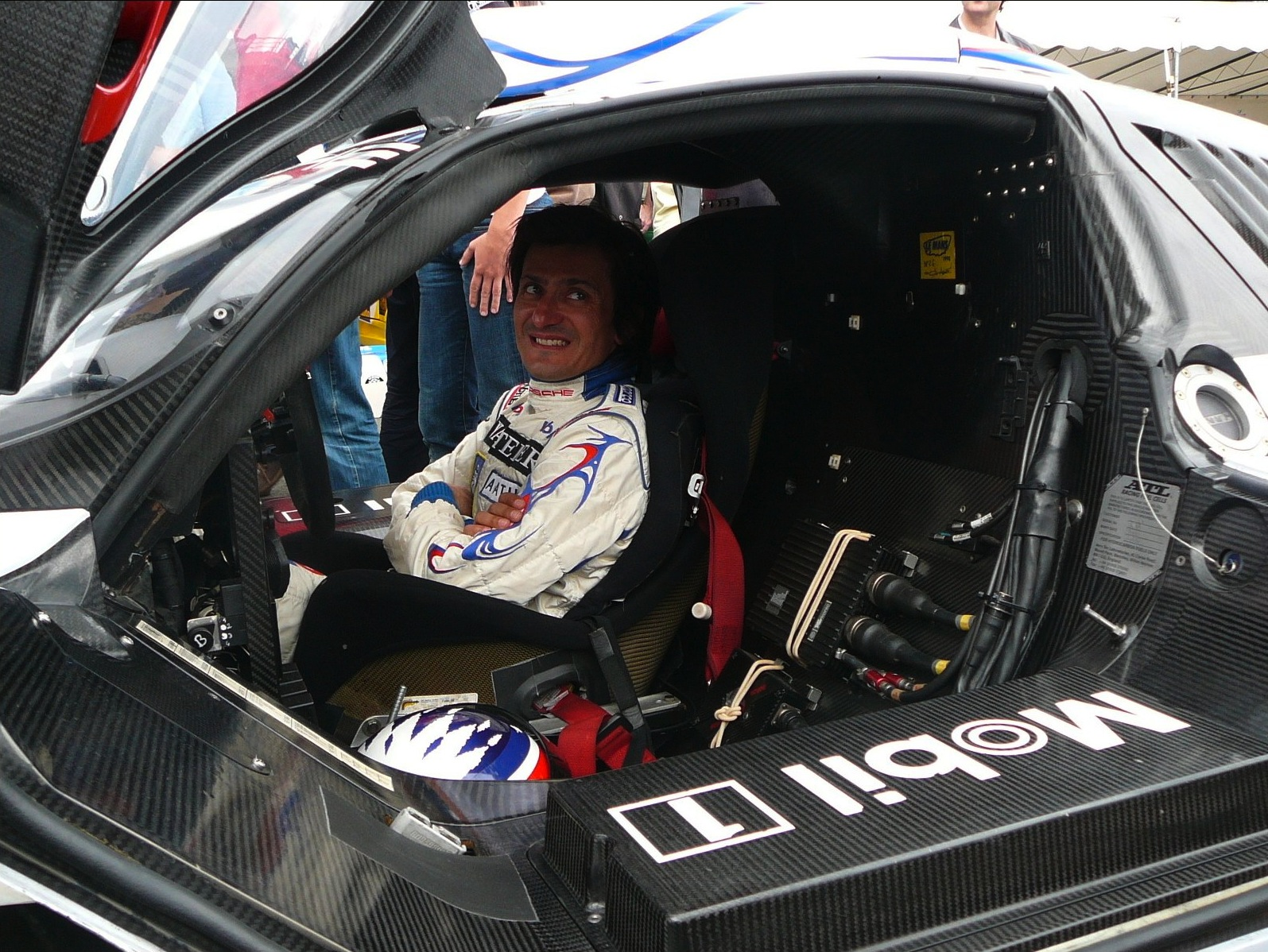
Stéphane Ortelli in de 24 uur van Le Mans in 1998.

Stéphane Ortelli (Hyères, Frankrijk, 30 maart 1970) is een Monegaskisch autocoureur. Hij won de 24 uur van Le Mans in 1998. Tevens won hij de Porsche Supercup in 2002 en de GT1-klasse van de 12 uur van Sebring in 2005 in een Aston Martin.

## Carrière
In 1990 begon Ortelli zijn carrière in het formuleracing in de Franse Formule Renault. Na een jaar stapte hij over naar het Franse Formule 3-kampioenschap. Hij bleef hier twee jaar actief en stond in 1992 eenmaal op het podium.
In 1993 stapte Ortelli over naar de touring cars, waarbij hij zijn debuut maakte in de Peugeot 905 Spider Cup. Met twee overwinningen eindigde hij als zevende in het kampioenschap. In 1994 stapte hij over naar het French Supertouring Championship, waarin hij als negende eindigde.
In 1995 maakte Ortelli zijn debuut in de 24 uur van Le Mans, maar komt in zijn Porsche 911 GT2 niet aan de finish. Verder bleef hij rijden in het French Supertouring Championship, waarin hij achtste werd. Tevens won hij het Supertouring Criterium in een BMW/Oreca met vijf overwinningen.
In 1996 werd Ortelli vierde in de GT2-klasse van de 24 uur van Le Mans in een Porsche 911 GT2. Daarnaast nam hij deel aan het Global GT Championship, dat hij als 31e afsloot. In 1997 maakte hij zijn debuut in de FIA GT, waarbij hij races reed in zowel de GT1- als de GT2-klasse. In de GT2-klasse reed hij zeven races en eindigde als zevende in het kampioenschap, terwijl hij in de GT1-klasse als 22e eindigde met drie races.
In 1998 won Ortelli met Laurent Aïello en Allan McNish de 24 uur van Le Mans voor het fabrieksteam van Porsche in een Porsche 911 GT1, door zijn teamgenoten Jörg Müller, Uwe Alzen en Bob Wollek één ronde voor te blijven. Dat jaar maakte hij ook zijn debuut in de Porsche Supercup, dat hij met één overwinning als vijfde af wist te sluiten.
In 1999 bleef Ortelli in de Porsche Supercup rijden, waarin hij zich wist te verbeteren naar een derde plaats met twee overwinningen. In de 24 uur van Le Mans stapte hij over naar een Audi R8C in de LMGTP-klasse, maar haalde de finish niet. In 2000 en 2001 eindigde hij in de Supercup opnieuw als derde, terwijl hij in 2000 op Le Mans als tweede eindigde in een Audi R8 met Aïello en McNish.
In 2002 werd Ortelli met overwinningen op het Circuit de Catalunya, de Hockenheimring en Spa-Francorchamps kampioen in de Porsche Supercup met 22 punten voorsprong op Marco Werner. Ook won hij dat jaar de NGT-klasse van de FIA GT met zeven overwinningen, wat hij in 2003 herhaalde met drie overwinningen. In 2004 eindigde hij hier als derde, terwijl hij dat jaar ook als derde eindigde in de GT-klasse op Le Mans en als tweede in de Le Mans Series achter Roman Rusinov.
In 2005 won Ortelli de GT1-klasse in de 12 uur van Sebring, eindigde hij als derde in de Le Mans Series en als twaalfde in de American Le Mans Series. Ook werd hij vierde op Le Mans in een Audi R8 voor het Audi PlayStation Team Oreca. Voor dit team reed hij ook drie raceweekenden in het World Touring Car Championship, waarin hij met een zesde plaats op de Motorsport Arena Oschersleben als beste resultaat met drie punten als twintigste in het kampioenschap eindigde.
In 2006 werd Ortelli derde in de Le Mans Series en dertiende in de ALMS. Ook werd hij vijfde in de GT1-klasse op Le Mans. In 2007 eindigde hij met Gianmaria Bruni achter Dirk Müller en Toni Vilander als tweede in de GT2-klasse van de FIA GT. Ook won hij met Soheil Ayari de LMGT1-klasse van de Le Mans Series.
In 2008 werd Ortelli vijftiende in de LMP1-klasse van de Le Mans Series. Zijn seizoen werd echter ingekort door een crash in dit kampioenschap op het Autodromo Nazionale Monza. Ortelli verloor de controle over zijn auto en kwam op het gras terecht. Hierdoor beleefde hij een zware crash, waarin het grootste deel van het bodywork van zijn auto brak. Ortelli hield hier een gebroken enkel aan over.
In 2009 werd Ortelli twaalfde in de Le Mans Series. In 2010 eindigde hij als vijfde in de FIA GT3 European Cup, als vierde in de International GT Open en als derde in het Franse GT-kampioenschap. In 2011 startte hij tot op heden voor de laatste keer op Le Mans in een Ferrari 458 Italia, maar haalde de finish niet. Hij werd wel derde in de Blancpain Endurance Series.
In 2012 won Ortelli de GT3 Pro-klasse van de Blancpain Endurance Series. Ook werd hij vijfde in de FIA GT1 en zesde in het Franse GT-kampioenschap. In 2013 won hij met Laurens Vanthoor de eerste editie van de FIA GT Series in een Audi R8. Ook werd hij zestiende in de Blancpain Endurance Series.